# 伊拉斯谟号列车
伊拉斯谟（荷蘭語：Erasmus）是曾运营于荷兰海牙至德国慕尼黑间一班长途列车所使用的名称，由德国联邦铁路自1973年至2000年间开行。其命名源自荷兰人文主义思想家德西德里乌斯·伊拉斯谟。列车曾先后被纳入全欧快车、城际列车和欧城列车等类别，直至2000年停运。

## 全欧快车
在荷兰铁路要求在海牙和德国间运营一趟直通全欧快车服务后，伊拉斯谟号于1973年6月3日正式开行。德国联邦铁路在科隆至慕尼黑区间使用与原莱茵之箭号内饰相同的车厢编组。虽然莱茵之箭号在1971年被降级至更为费时的城际列车类别后，其大部分车厢已被替换，但原编组中的观景座车则被保留了下来，并与莱茵的黄金号在杜伊斯堡交替套跑直至1973年5月。新的伊拉斯谟号开行后在时刻表的设置上预留了在维尔茨堡与另一班全欧快车欧根亲王号双向中转的时间。此时莱茵之箭号的终点已被改在巴塞尔而非慕尼黑，因此杜伊斯堡再无任何车厢交替套跑的任务。然而，所有观景座车却只能在慕尼黑的德铁车辆段进行保养维护，尽管当时莱茵的黄金号也不途经此地。为了使包括伊拉斯谟号在内的观景座车维持正常运营，莱茵的黄金号和伊拉斯谟号改变了在荷兰角港和海牙的编组，以使得每节观景座车每运行5日便可在慕尼黑停留一夜。
以下为伊拉斯谟号在1973年夏季的时刻表：
| TEE27次 | TEE27次 | 停靠站     | TEE26次 | TEE26次 |
| 里程    | 时刻    | 停靠站     | 时刻    | 里程    |
| ------- | ------- | ---------- | ------- | ------- |
| 0       | 09:55   | 海牙       | 20:01   | 915     |
| 61      | 10:37   | 乌得勒支   | 19:20   | 854     |
| 218     | 12:13   | 杜伊斯堡   | 17:45   | 697     |
| 241     | 12:26   | 杜塞尔多夫 | 17:32   | 674     |
| 281     | 13:05   | 科隆       | 17:06   | 634     |
| 315     | 13:24   | 波恩       | 16:33   | 600     |
| 504     | 15:24   | 法兰克福   | 14:36   | 411     |
| 637     | 16:40   | 维尔茨堡   | 13:15   | 278     |
| 915     | 19:14   | 慕尼黑     | 10:41   | 0       |

伊拉斯谟号最初的起点设于阿姆斯特丹－鹿特丹铁路线上的海牙荷兰车站，并沿海牙－乌特勒支－德国东行。在海牙中央车站投入使用后，列车的西端始发/终到自1976年5月30日起均转移至该站。同时，所有的观景座车均停止服务，并由酒吧/一等合造车所取代。

## 后续运营
1980年9月，伊拉斯谟号在荷兰境内变更为阿姆斯特丹始发/终到，南端始发/终到则被延长至奥地利因斯布鲁克。在1987年5月30日前，列车一直作为城际列车运营。自1987年5月31日起，它又成为最早投入欧城列车网络的列车之一。其运行线路自1991年6月2日起被缩短在阿姆斯特丹至科隆间运行，并最终于2000年11月3日被非命名的城际特快列车服务所取代。

## 脚註
1. ↑  Mertens & Malaspina 2007，第334頁.
2. 1 2  Goette 2008，第125頁.
3. 1 2  Mertens & Malaspina 2007，第335頁.
4. ↑  Hajt 2001，第82頁.
5. ↑  Mertens & Malaspina 2007，第336頁.
6. ↑  Hajt 2001，第87頁.
7. ↑  Goette 2008，第126頁.
8. ↑  Mertens & Malaspina 2007，第337頁.